# إيفلين كييس
إيفلين لويز كييس (بالإنجليزية:Evelyn Louise Keyes) (مواليد 20 نوفمبر 1916 - وفيات 4 يوليو 2008 ).ممثلة أفلام أمريكية ومن المعروف عن دورها في سولين اوهارا في فيلم 1939 ذهب مع الريح.

## روابط خارجية
- Evelyn Keyes, Actress in 'Gone with the Wind' dies at 91
- New York Times Biography
- إيفلين كييس على موقع IMDb (الإنجليزية)
- إيفلين كييس على موقع ألو سيني (الفرنسية)
- إيفلين كييس على موقع ميوزك برينز (الإنجليزية)
- إيفلين كييس على موقع أول موفي (الإنجليزية)
- إيفلين كييس على موقع قاعدة بيانات الأفلام السويدية (السويدية)
- إيفلين كييس على موقع إن إن دي بي (الإنجليزية)
- إيفلين كييس على موقع قاعدة بيانات الفيلم (الإنجليزية)
- إيفلين كييس على موقع كينوبويسك (الروسية)
- إيفلين كييس على موقع فايند أغريف
- Photos of Evelyn Keyes in 'The Jolson Story' 1946 by نيد سكوت